# Mariano Azuela

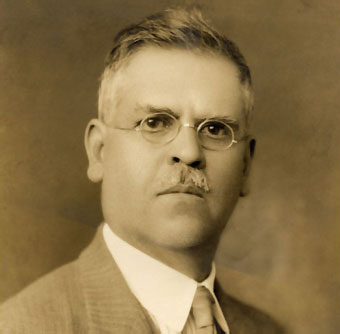
Mariano Azuela

Mariano Azuela González (Lagos de Moreno, 1 januari 1873 - Mexico-Stad, 1 maart 1952) was een Mexicaans schrijver en medicus.
Azuela studeerde chirurgie aan de Universiteit van Guadalajara. Azuela is vooral bekend wegens zijn romans over de Mexicaanse Revolutie, die hij van dictbij meemaakte. Onder Francisco I. Madero was hij regionaal leider (jefe politico) van zijn geboortestreek en na Madero's dood sloot hij zich aan bij de troepen van Pancho Villa, waar hij werkte als dokter. Na diens nederlaag zag hij zich gedwongen naar Texas te vluchten, waar hij Los de abajo schreef, zijn bekendste werk.
In 1917 keerde hij terug naar Mexico en ging in Mexico-Stad wonen, waar hij tot zijn dood in 1952 als dokter werkzaam bleef.